# Мали-Иджёш (община)
Мали-Иджёш (черног. и серб. Мали Иђош) — община в Сербии, входит в Северно-Бачский округ.
Население общины составляет 12 770 человек (2007 год), плотность населения составляет 71 чел./км². Занимаемая площадь — 181 км², из них 93,4 % используется в промышленных целях.
Административный центр общины — село Мали-Иджёш. Община Мали-Иджёш состоит из 3 населённых пунктов, средняя площадь населённого пункта — 60,3 км².

## Статистика населения общины
| Год  | Население, чел. |
| ---- | --------------- |
| 1991 | 14 456          |
| 2001 | 13 556          |
| 2002 | 13 491          |
| 2003 | 13 402          |
| 2004 | 13 238          |
| 2005 | 13 073          |
| 2006 | 12 943          |
| 2007 | 12 770          |